# Peter Cooper
Peter Cooper (nascut el 12 de febrer de 1791 a Nova York, mort el 4 d'abril de 1883 a Nova York) va ser un  industrial, inventor i  filantrop  americà, que va ser candidat a la  presidència dels Estats Units d'Amèrica el 1876. Cooper ha tingut un paper important en la història de la ciutat de Nova York, sobretot per la creació el 1859 de la Cooper Union, a favor del desenvolupament de l'art i de les ciències. En reconeixement de la seva influència sobre Big Apple, ha donat el seu nom a un barri residencial de la ciutat, batejat Peter Cooper Village.

## Biografia
Peter Cooper va néixer a Nova York de pares holandesos. Després de passar alguns anys a l'escola, va treballar a l'empresa familiar de confecció de barrets. Va treballar aleshores com a carrosser, ebenista, dependent, abans d'especialitzar-se en la fabricació i venda de màquines de tallar teixits. Aleshores va concebre i va construir la primera  locomotora de vapor dels Estats Units, la Tom Thumb. Cooper forma part a més a més d'ençà el 2006 del Nacional Inventors Hall of Fame.